# Paul van Tienen
Paul van Tienen, né le 10 janvier 1921 à Yogyakarta (Indes orientales néerlandaises) et mort en 1995 vraisemblablement à Manga del Mar Menor (Espagne) était un nazi néerlandais pendant la Seconde Guerre mondiale et un homme politique d'extrême droite après la guerre, condamné au moins deux fois pour ses activités politiques.

## Biographie

### Jusqu'en 1945
Né à Yogyakarta, Van Tienen adhère aux rangs de la Waffen-SS durant la Seconde Guerre mondiale, atteignant le grade d'Untersturmführer. Il fut engagé sur le front oriental au sein d'une unité de propagande, participant ainsi activement aux opérations en tant que propagandiste. 

### Après la guerre
Après la guerre, Van Tienen continua d'exercer son engagement politique et s'engagea activement au sein du Mouvement social européen de Per Engdahl, qu'il mentionna comme allié politique en 1953. Contrairement à bon nombre de ses pairs collaborateurs, il conserva son droit de suffrage ainsi que sa citoyenneté néerlandaise, ayant été mineur lors de son adhésion aux SS. Membre de la Stichting Oud Politieke Delinquenten, une organisation néerlandaise regroupant d'anciens délinquants politiques, il fonda par la suite un parti politique associé à cette même fondation, nommé le Mouvement social national européen, dissout par la Cour suprême des Pays-Bas entre 1954 et 1955. Ses activités au sein du NESB entraînèrent son arrestation en 1953, où lui et Jan Wolthuis furent condamnés à deux mois de détention pour avoir dirigé une organisation considérée comme le successeur du NSB. 